# Il principe di Homburg (film 1997)
Il principe di Homburg è un film del 1997 diretto da Marco Bellocchio, tratto dal dramma omonimo di Heinrich von Kleist.
Fu presentato in concorso al 50º Festival di Cannes.

## Trama
Il principe Friedrich Arthur von Homburg lancia anzitempo la sua cavalleria in battaglia. Nonostante la vittoria conseguita, per aver trasgredito agli ordini egli viene condannato a morte. Terrorizzato di fronte alla condanna, il principe perde ogni parvenza di eroe. Ma quando gli viene offerta la grazia, che egli sente come disonorevole, accetta serenamente la condanna. Ma quella che il principe ritiene un'esecuzione, in realtà si rivelerà essere il proprio matrimonio con l'adorata Natalia. Il suo sogno di gloria e di amore si è realizzato. Ma tutto il suo dramma in realtà si rivela solo un sogno di cui è stato vittima per via del sonnambulismo; infatti viene svegliato nel giardino con la scena finale che è la replica di quella iniziale ma con la esplicitazione che trattavasi di un sogno.

## Produzione
Il film è stato girato in esterni a Pleven (Bulgaria) e a Sutri (VT), gli interni a Sofia (Bulgaria) e a Cinecittà nell'estate del 1996.

## Riconoscimenti
- 1997 - David di Donatello
  - Nomination Migliore fotografia a Giuseppe Lanci
  - Nomination Miglior colonna sonora a Carlo Crivelli
- 1998 - Nastro d'argento
  - Nomination Migliore sceneggiatura a Marco Bellocchio
  - Nomination Migliore fotografia a Giuseppe Lanci
  - Nomination Migliore scenografia a Giantito Burchiellaro
- 1997 - Globo d'oro
  - Miglior film a Marco Bellocchio
- 1997 - Festival di Cannes
  - Nomination Palma d'oro a Marco Bellocchio
- 1998 - Ciak d'oro
  - Miglior scenografia a Giantito Burchiellaro[2]
  - Migliori costumi a Francesca Livia Sartori[2]